# Luigi Cauvin
Luigi Cauvin (Nizza Marittima, 28 ottobre 1856 – Roma, 3 marzo 1944) è stato un generale italiano, comandante generale dei Reali Carabinieri.

## Biografia
Nato a Nizza Marittima (allora appartenente al Regno di Sardegna) il 28 ottobre 1856, fu allievo della scuola militare di fanteria e cavalleria dal 1º novembre 1872. Terminò la scuola militare con il grado di sottotenente, e fu assegnato dal 29 agosto 1876 al 1º reggimento bersaglieri. Promosso al grado di tenente, entrò nell'arma dei carabinieri reali dal 1º dicembre 1881, venne destinato inizialmente alla legione di Firenze e poi alla legione allievi, dapprima a Bologna e successivamente a Torino, sino a raggiungere il grado di capitano.
Divenuto capo di stato maggiore del comando generale dell'arma il 25 gennaio 1902, rimase in quella  posizione sino al raggiungimento del grado di maggiore generale. Il 1º agosto 1916 venne nominato tenente generale e contemporaneamente assunse l'incarico di vicecomandante dell'arma dei carabinieri reali. Divenne poi comandante effettivo dell'arma dal 4 gennaio 1918 al 24 agosto 1919, data nella quale fu collocato a riposo.
Morì a Roma il 3 marzo 1944.